# Liste der Kulturdenkmäler in Dierscheid
In der Liste der Kulturdenkmäler in Dierscheid sind alle Kulturdenkmäler der rheinland-pfälzischen Ortsgemeinde Dierscheid aufgeführt. Grundlage ist die Denkmalliste des Landes Rheinland-Pfalz (Stand: 10. August 2023).

## Einzeldenkmäler
| Bezeichnung                             | Lage                                         | Baujahr | Beschreibung                                          | Bild            |
| --------------------------------------- | -------------------------------------------- | ------- | ----------------------------------------------------- | --------------- |
| Wegekreuz                               | Karl-Kaufmann-Weg, Ecke Mühlenweg Lage       | 1855    | nachklassizistisches Schaftkreuz, bezeichnet 1855     | Fotos hochladen |
| Katholische Filialkirche St. Laurentius | Karl-Kaufmann-Weg 19a Lage                   | 1796    | zweiachsiger Saalbau, bezeichnet 1796, 1950 erweitert | Fotos hochladen |
| Hansenkreuz                             | südlich des Ortes am Kellerberg im Wald Lage | 1702    | Schaftkreuz, bezeichnet 1702                          | Fotos hochladen |